# Bolesław Roja

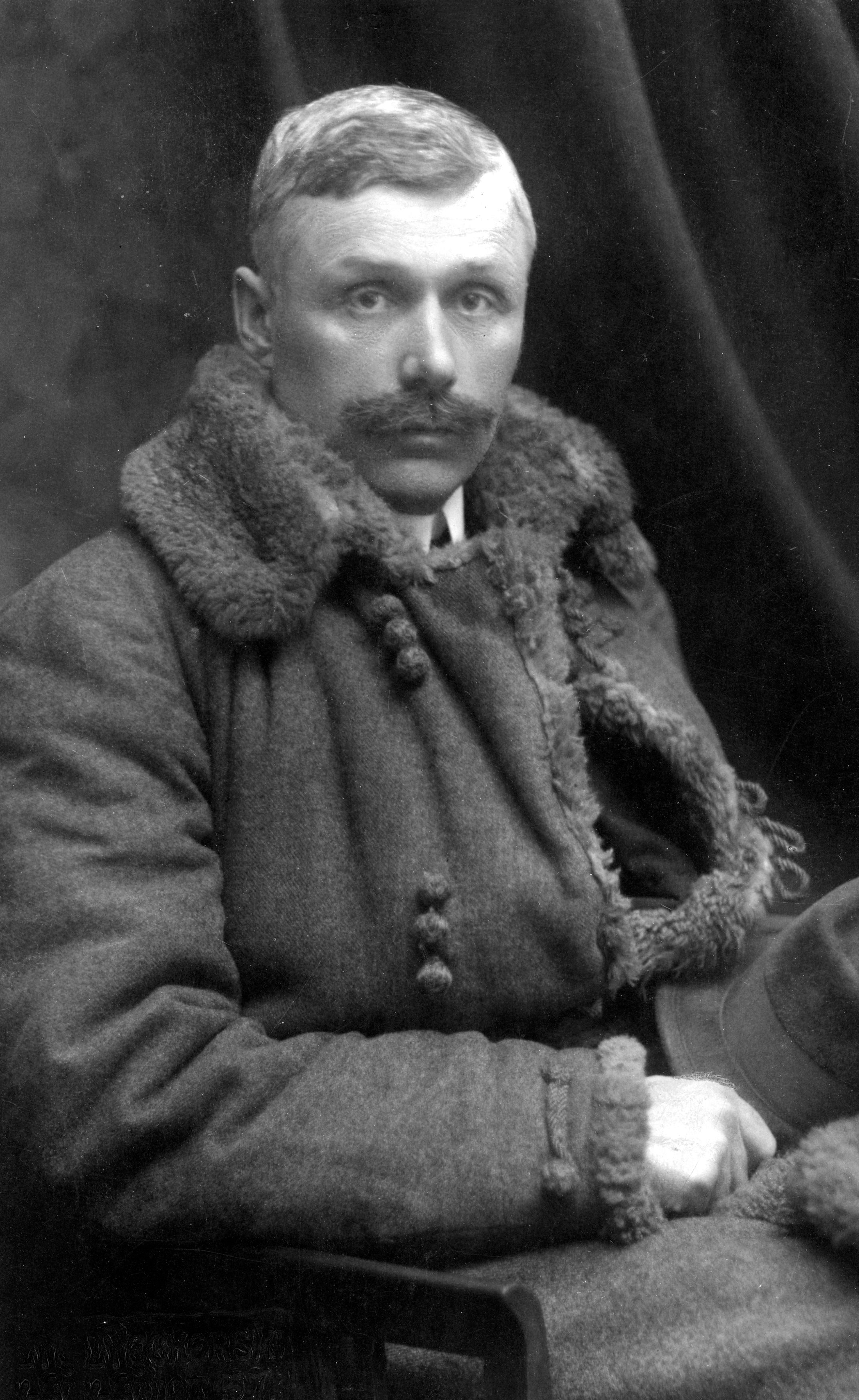
Bolesław Roja, etwa 1928

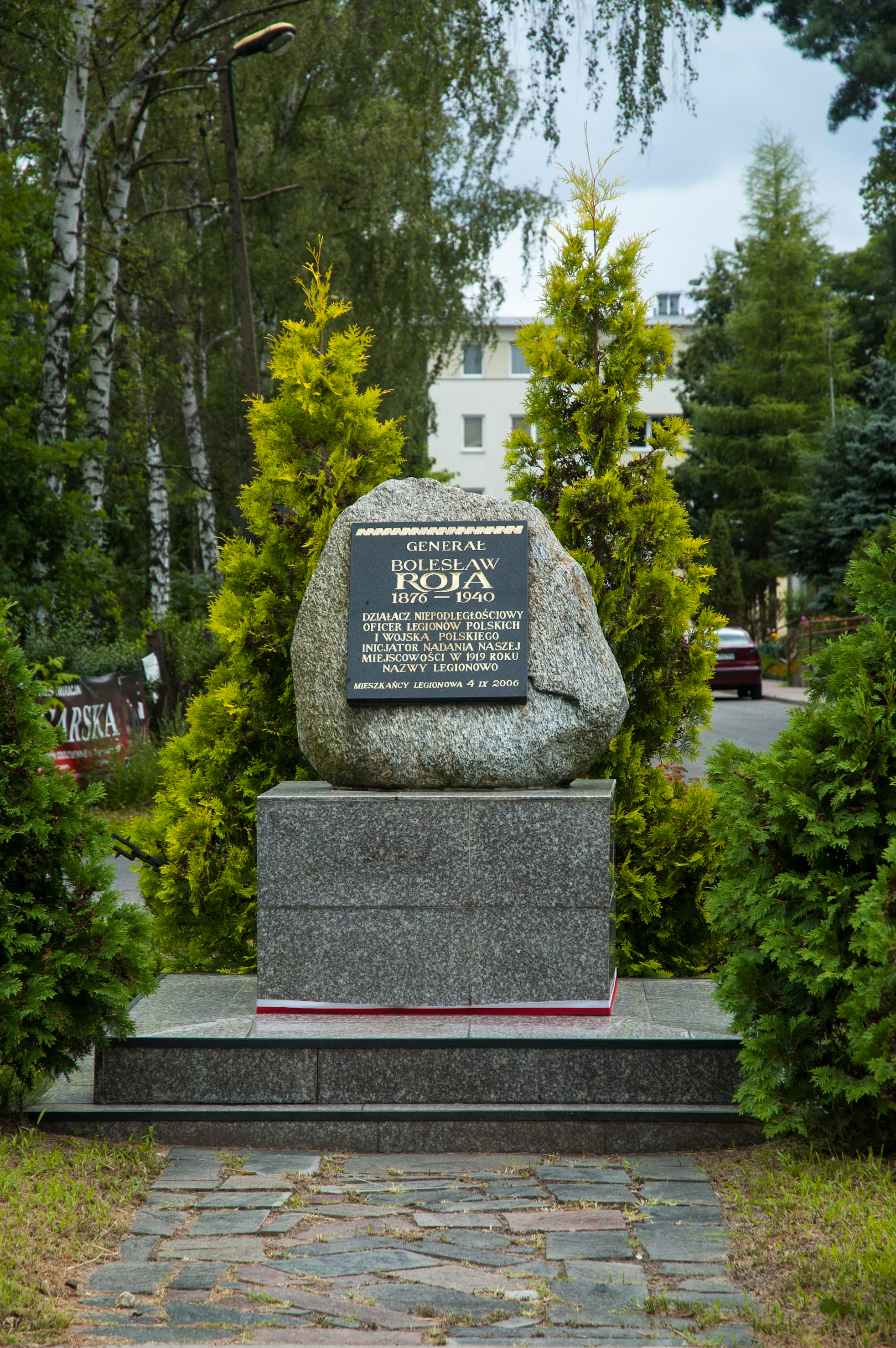
Am 4. September 2006 errichteter Gedenkstein für den Namensgeber von Legionowo

Bolesław Jerzy Roja (* 4. April 1876 in Bryńce Zagórne im ehemaligen Powiat Bóbrecki, Österreich-Ungarn; † 27. Mai 1940 im KZ Sachsenhausen) war ein polnischer Offizier und Politiker. Im Ersten Weltkrieg diente Roja bei den Polnischen Legionen, die gegen Russland kämpften. Er war General im Polnisch-Sowjetischen Krieg und in der Zwischenkriegszeit Abgeordneter des Sejm. 1939 wurde der bereits 64-jährige nach der deutschen Eroberung Warschaus von der Gestapo verhaftet, in das Konzentrationslager Sachsenhausen deportiert und dort ermordet. Seine Frau war Helena, das Paar hatte zwei Söhne und zwei Töchter (geboren 1906 bis 1916).

## Leben
Rojas Vater war Józef Roja, ein Waldbauer aus der Tatraregion. Seine Mutter hieß Maria. Der Sohn sollte sein Leben lang der Bauernbewegung verbunden bleiben. Der junge Roja besuchte eine Kadettenanstalt in Wien. Seinen Amtsantritt als Leutnant hatte er im Jahr 1899 beim 36. Landwehrinfanterieregiment (36 Pułku Obrony Krajowej) der k.k. Landwehr in Kolomyja. Aus gesundheitlichen Gründen wurde er 1905 aus dem aktiven Militärdienst entlassen und zur Reserve überstellt. Er arbeitete als Angestellter einer Kanzlei in Krakau und studierte Jura und Medizin an der dortigen Jagiellonen-Universität.

### Erster Weltkrieg
Nach Ausbruch des Ersten Weltkriegs meldete er sich bei den Polnischen Legionen und wurde dort zu einem Vertrauten von Józef Piłsudski. Unter anderem führte er das 4. Infanterieregiment und später die III. Brigade. Im Rahmen der Eidkrise stellte er sich hinter Piłsudski und geriet deshalb in Konflikt mit dem Oberkommandierenden der Legionen, Stanisław Szeptycki. Roja verließ die Nachfolgeorganisation der Legionen (Polnisches Hilfskorps) und trat erneut in die österreichisch-ungarische Armee ein.
Kurz nach Zusammenbruch der Armeen der Mittelmächte ging er nach Krakau, um an der Entwaffnung der k.u.k.-Truppen teilzunehmen. Dort übernahm er das Oberkommando. Die Ende Oktober 1918 gebildete Liquidationskommission (Polska Komisja Likwidacyjna), die die Ordnung in Galizien während der Übergangszeit sicherstellen sollte, übertrug Roja unverzüglich nach ihrer Gründung die militärische Leitung. Bereits in der Nacht zum 1. November 1918 gab Roja Anweisungen zum militärischen Aufstand aus. Am Folgetag kam es zur weitgehend gewaltfreien Übernahme der militärischen Einrichtungen. So konnte Roja am selben Tag melden:

„… habe ich mit dem heutigen Tag das Militärkommando in Krakau im Raum Galizien von Feldzeugmeister Exzellenz Grafen Benigni übernommen.“

Mit Dekret vom 1. November 1918 ernannte der Regentschaftsrat des Regentschaftskönigreichs Polen Boja in Anbetracht seiner Verdienste im Krieg zum Brigadegeneral der polnischen Truppen und Kommandeur der Krakauer Brigade. Kurze Zeit darauf wurde diese Ernennung Rojas vom neuen Oberkommandierenden der polnischen Armee, Piłsudski, bestätigt.
In Lemberg, wo es kurze Zeit später zu Auseinandersetzungen mit der ukrainischen Bevölkerung kam, setzte Roja sich für eine korrekte Behandlung der dortigen jüdischen Miliz ein. Deren Mitglieder waren im Rahmen antijüdischer Ausschreitungen von einem lokalen Kommandeur entwaffnet und verhaftet worden, weil sie angeblich Widerstand beim Einzug der polnischen Truppen geleistet hatten. Roja versuchte, die antijüdische Stimmung zu unterbinden.

### Zwischenkriegszeit
Im Rahmen des Polnisch-Sowjetischen Kriegs führte Roja von Januar bis August 1919 die 2. „Legionen“-Infanteriedivision (2 Dywizja Piechoty Legionów) und war an der litauisch-weißrussischen Front eingesetzt. Er zeichnete sich im Kampf gegen die Rote Armee aus. Im August 1919 wurde er zum Kommandeur des Militärbereichs Kielce (Dowództwo Okręgu Generalnego „Kielce“) und im März 1920 zum Kommandeur des Militärbereichs-Korps VIII. in Toruń (Dowództwo Okręgu Korpusu nr VIII w Toruniu) ernannt. Nach einem kurzen Einsatz an der Nordfront, begann Roja an den Chancen auf einen Sieg gegen die Bolschewisten zu zweifeln. Er entwickelte verschiedene Ideen zu einem Separatfrieden und geriet so in einen Konflikt mit Piłsudski. Im August entzog Piłsudski ihm wegen seiner Einmischung in die Politik und Verbreitung von Defätismus das Kommando. Nach Kriegsende wurde Roja zunehmend zu einem Kritiker Piłsudskis und dessen Sanacja-Bewegung. 1928 wurde er für die radikale Bauernpartei Stronnictwo Chłopskie in den Sejm gewählt. Hier wurde er Vizepräsident des parlamentarischen Militärausschusses. Im Dezember 1929 verlor er seinen Parlamentssitz. 1930 kritisierte er Piłsudski in einem öffentlichen Brief, dessen Publikation von der Zensur untersagt wurde. Weitere Aktionen Rojas endeten auf Anweisung des Kriegsministers, General Tadeusz Kasprzyckis, mit der zeitweiligen Zwangseinweisung in die psychiatrische Abteilung eines Militärkrankenhauses.
Nach 1931 unterstützte Roja die Volkspartei Stronnictwo Ludowe, trat ihr jedoch nicht bei. Im Ruhestand verfasste er ein Buch über seine Zeit bei den Polnischen Legionen.
1919 hatte Roja die Kaserne in Jabłonna, in der vormals russische Soldaten untergebracht waren und die nun einer als „Legionen“ bezeichnete Einheit der polnischen Armee zugewiesen wurde, als „Legionowo“ bezeichnet. Der Name sollte später von der angrenzenden Ortschaft übernommen werden, weshalb Roja in Legionowo auch heute noch als Namensgeber geehrt wird (siehe Foto eines entsprechenden Gedenksteines oben rechts).

### Zweiter Weltkrieg
Bei Ausbruch des Zweiten Weltkrieges war er krank; später schloss er sich den Untergrundaktivitäten des Polnischen Roten Kreuzes an. Am 27. März 1940 wurde er von der Gestapo verhaftet und zunächst im Warschauer Pawiak-Gefängnis – gemeinsam mit dem früheren Vize-Präsidenten Warschaus, Marian Borzecki – eingesperrt. Es folgte die Überführung in das KZ Sachsenhausen, in dem er zwei Wochen nach seiner Ankunft, am 27. Mai 1940, erschossen wurde.

## Werk
- Bolesław Roja, Legioniści w Karpatach w 1914–1915 roku, mit einem Vorwort des Offiziers und Historikers Wacław Lipiński, Wojskowy Instytut Naukowo-Wydawniczy, Warschau 1933 (polnisch)